# Johanneskirche (Billensbach)
Die Johanneskirche ist eine 1955/1956 erbaute evangelische Kirche im Teilort Billensbach der baden-württembergischen Stadt Beilstein (Württemberg). Die Kirche wurde v. a. wegen ihrer künstlerischen Glasfenster bekannt.

## Entstehung

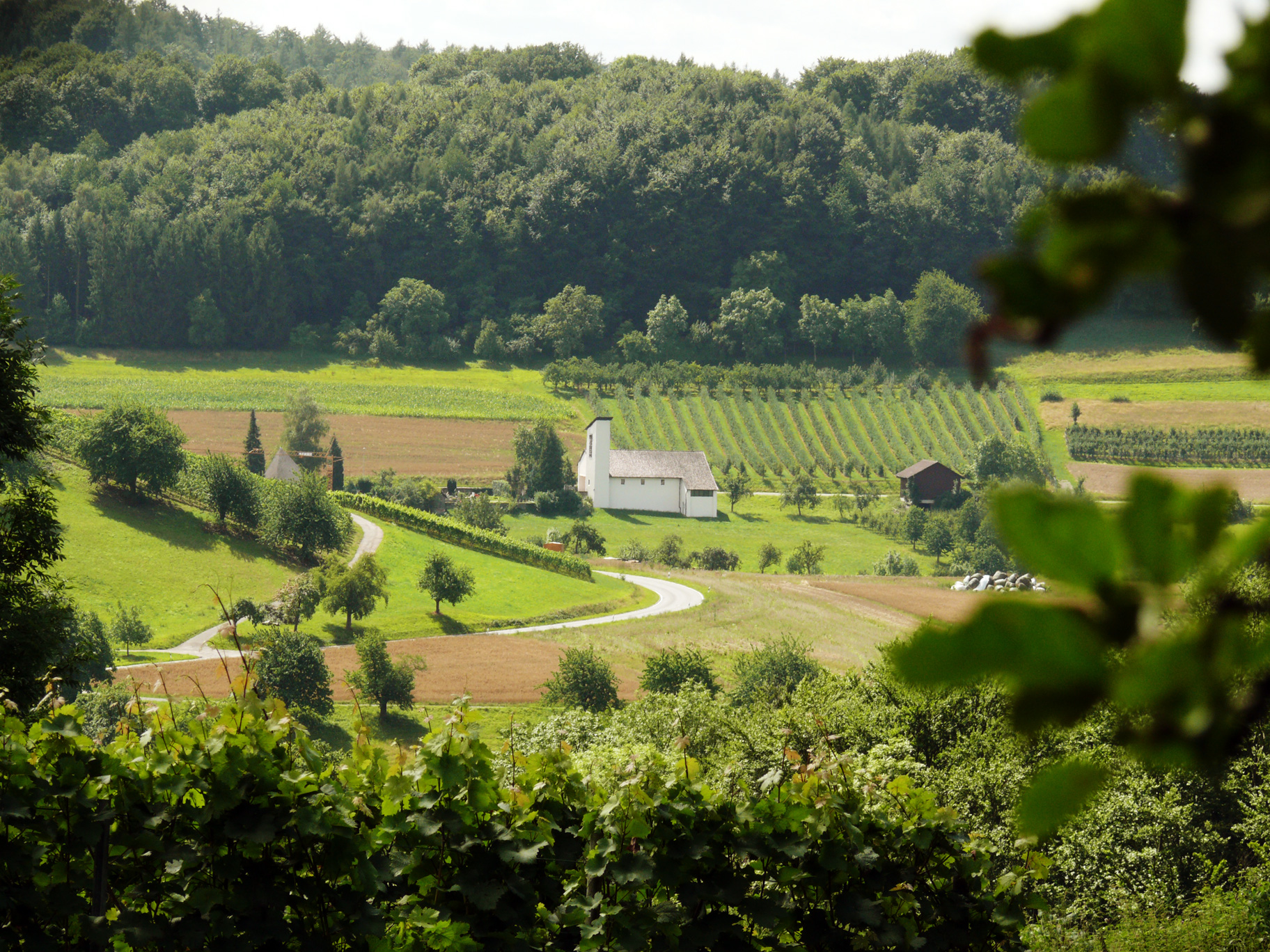
Die Johanneskirche in ihrer Landschaft

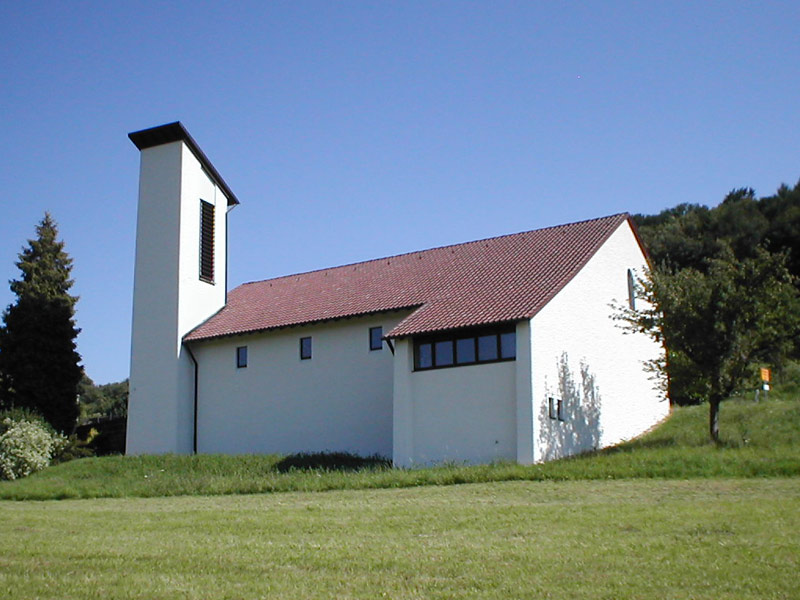
Johanneskirche in Billensbach

Die sieben Weiler Billensbach, Etzlenswenden, Gagernberg, Jettenbach, Kaisersbach, Klingen und Maad, die einst zu Schmidhausen zählten und mit diesem 1971 zur Stadt Beilstein kamen, waren im Gegensatz zum kirchlich zu Gronau zählenden Schmidhausen kirchlich ursprünglich Teil der evangelischen Kirchengemeinde Beilstein. Da die Einwohner der Weiler mangels eigener Kirche einen sehr weiten Weg zum Gottesdienst hatten, kam zu Beginn des 20. Jahrhunderts der Wunsch nach Unabhängigkeit von der Muttergemeinde und der Errichtung einer eigenen Kirche auf. Für den Kirchbau wurde mehrfach Geld gesammelt, aber diese Bemühungen scheiterten jedes Mal in den Wirren und Nöten des Ersten und Zweiten Weltkriegs.
Beunruhigt von der zunehmenden Werbung durch neureligiöse Gruppen im ländlichen Raum entsandte der württembergische Oberkirchenrat 1949 erstmals einen eigenen Vikar in die Sieben Weiler, der im Billensbacher Schulhaus unterkam und dort regelmäßige Gottesdienste abhielt. Dank der Tatkraft und dem Einsatz von Werner Ullrich († 2005), der 1954 bis 1963 Vikar in Billensbach war, gelang es, die vorhandenen Mittel und Kräfte zu bündeln, dass nach langem Streit über den Bauplatz u. Ä. Ende 1955 mit dem Bau einer eigenen Kirche begonnen werden konnte. Diese wurde nach einem Jahr Bauzeit am 2. Dezember 1956 mit einem Festgottesdienst eingeweiht. Infolgedessen wurde Billensbach 1962 zur eigenständigen Kirchengemeinde mit Pfarrhaus in Billensbach. Bis 1992 bestand zwar auf dem Papier noch eine Gesamtkirchengemeinde aus Beilstein und Billensbach, diese hatte aber keinerlei Funktionen und beeinflusste die vollständige Selbstständigkeit beider Einzelgemeinden nicht. Nachdem der Oberkirchenrat Einsparungen vorgeschrieben hatte, erfolgte jedoch zum 1. Januar 2006 wieder eine Fusion beider Kirchengemeinden zur neuen Gemeinde Beilstein-Billensbach.
Der Bau der Johanneskirche brachte den sieben Weilern erstmals breitere Aufmerksamkeit ein. Da die Finanzierung die kleine Gemeinde vor große Herausforderungen stellte, steuerte jede Familie einen festen Beitrag bei; aus dem Umstand, dass die Finanzierung dieser Spenden den Einzelnen überlassen blieb und sich möglicherweise einige Familien einer damals im ländlichen Raum gängigen ‚Anlageform‘ bedienten, titelte die Bild-Zeitung: „Aus 32 Schweinen wird eine Kirche“. Nach der Einweihung wurde die Aufmerksamkeit niveauvoller: Diverse Zeitungen bildeten den Neubau als Muster modernen Kirchenbaus ab, Architektur- und Kunststudenten kamen ebenso wie Pfarrer und Volkshochschulgruppen gleich busweise zur Besichtigung, und in den 1970er-Jahren entwickelte sich die Kirche zu einem beliebten Trauungsort.
Seit einem Diebstahl Ende der 1970er-Jahre ist die Kirche nur noch zum Gottesdienst geöffnet, sie kann jedoch bei Führungen (Ende Juli bis Ende September, Sonntags 14 bis 17 Uhr) sowie auf Anmeldung beim Pfarramt besichtigt werden.

## Gestaltung und Kunstwerke

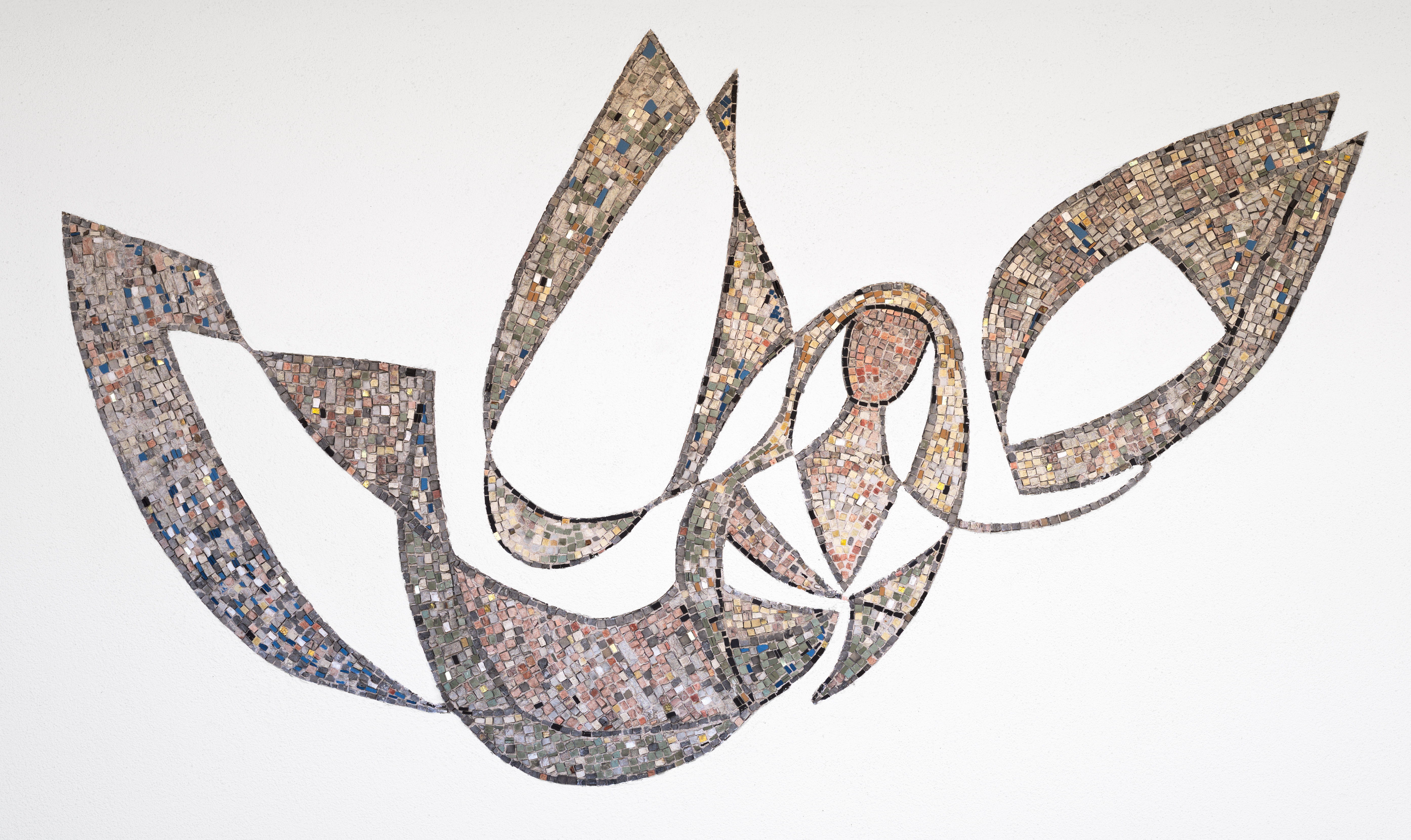
Wandmosaik von Paul Heinrich Ebell

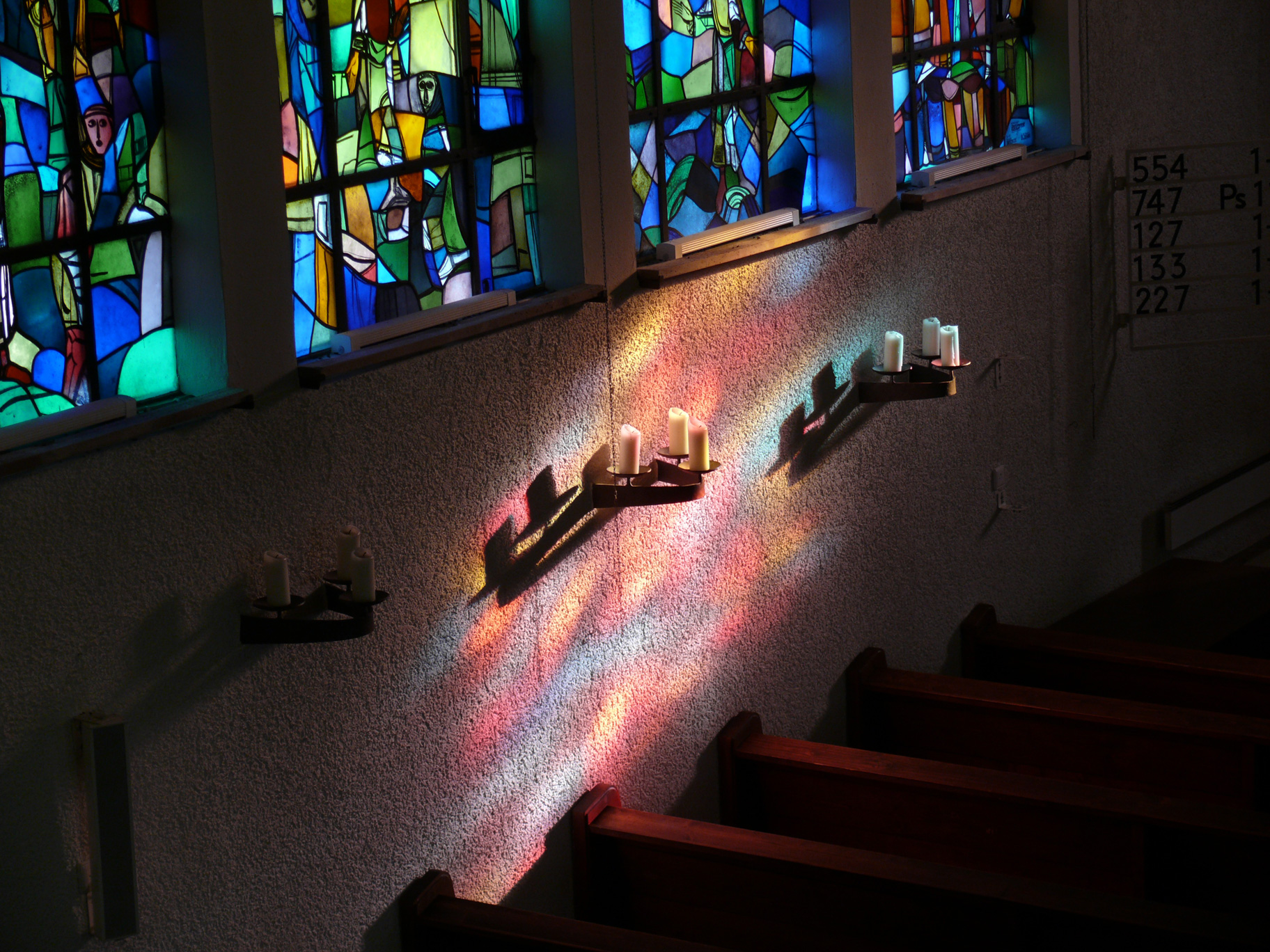
Lichteffekte vom Chorfenster unter den sieben Glasfenster der Nordwand

Schon vor und während des Zweiten Weltkriegs hatten sich in den sieben Weilern mehrere bekannte Stuttgarter Künstler in einer Art Künstlerkolonie niedergelassen. Durch ihre Mitwirkung an der Umsetzung der Gesamtkonzeption Werner Ullrichs wurde die Johanneskirche zu einem für seine ländliche Lage ungewöhnlich gelungenen und anspruchsvoll ausgestalteten Sakralbau.
Die von außen eher unscheinbare Kirche will den eintretenden Besucher aus der ihn draußen umgebenden Landschaft herauslösen, damit er sich ganz auf die künstlerische und religiöse Gesamtwirkung einlassen kann, die sich an Motiven aus dem Johannesevangelium und der Offenbarung des Johannes orientiert. Der Besucher findet sich in einem bewusst vollständig asymmetrisch gestalteten Innenraum wieder, in dem die einzelnen Kunstwerke nicht einfach 'nebeneinander' hängen oder stehen, sondern in dynamischer Spannung ein künstlerisches Ganzes von hoher religiöser Aussagekraft bilden.
Schon auf dem Vorplatz wird der Besucher von einem Engel (Wandmosaik von Paul Heinrich Ebell) empfangen, der ihm einladend den Weg zum Eingang weist. Innen betritt der Besucher zunächst einen niedrigen dunklen Gang, der parallel zum Kirchenschiff verläuft und für die Vergänglichkeit des menschlichen Lebens steht. Dies wird durch drei Glasfenster von Peter Jakob Schober verdeutlicht, die unter dem Motto Zeiten des Lebens Jugend, Erwachsenenzeit und Alter, zugleich Morgen, Mittag und Abend symbolisieren.
Am Ende des Ganges trifft man auf den von Alfred Lörcher gestalteten Taufstein, der mit der Taufe für die Aufnahme des Menschen in Gottes Liebe und Gnade steht. Darüber erinnert ein von der Muttergemeinde Beilstein zu Weihnachten 1961 gestifteter Leuchter an den dreieinigen Gott, der den Täufling segnet. Vorbei am Taufstein betritt der Besucher nun das gegenüber dem Gang weite und hohe Kirchenschiff, das die Weite und Helligkeit des Lebens in Gottes Geist ausdrücken soll. Erleuchtet wird es von sieben großen Glasfenstern, die von Dagmar Rohs-Schulze und Alfried Rohs entworfen wurden und je ein „Ich bin“-Wort sowie ein Wunder Christi aus dem Johannesevangelium darstellen: „Das Ich-bin-Wort interpretiert das Wunder, das Wunder lässt das Ich-bin-Wort geschichtlich werden“ (nach Werner Ullrich).
Den Höhepunkt der Gesamtkonzeption bildet die Altarseite. Auf dem Alter stehen sieben Kerzen (für die sieben Weiler) und ein Kruzifix von Emil Homolka mit dem segnenden erhöhten Christus gemäß der Darstellung des Johannesevangeliums (Joh 19, 18–30). Dahinter wird die Wand von einem großen Sgraffito eingenommen, das Johannes zeigt, wie er in einem Boot sitzend von einem Engel eine Vision von Christus als dem Weltenherrscher gezeigt bekommt. Diese Vision ist in einem Rundbogenfenster als leuchtendes Glasbild dargestellt. Der Entwurf für Sgraffito und Fenster stammt von Rudolf Yelin d. J.; das Sgraffito wurde allerdings bei einer Renovierung der Kirche 1999 beschädigt.
Beim Verlassen der Kirche passiert der Besucher ein Turmfenster, das ihn mit dem letzten Satz der Bibel („Die Gnade unseres Herrn Jesu Christi sei mit euch allen. Amen“, Offb. 22, 21) segnen soll.

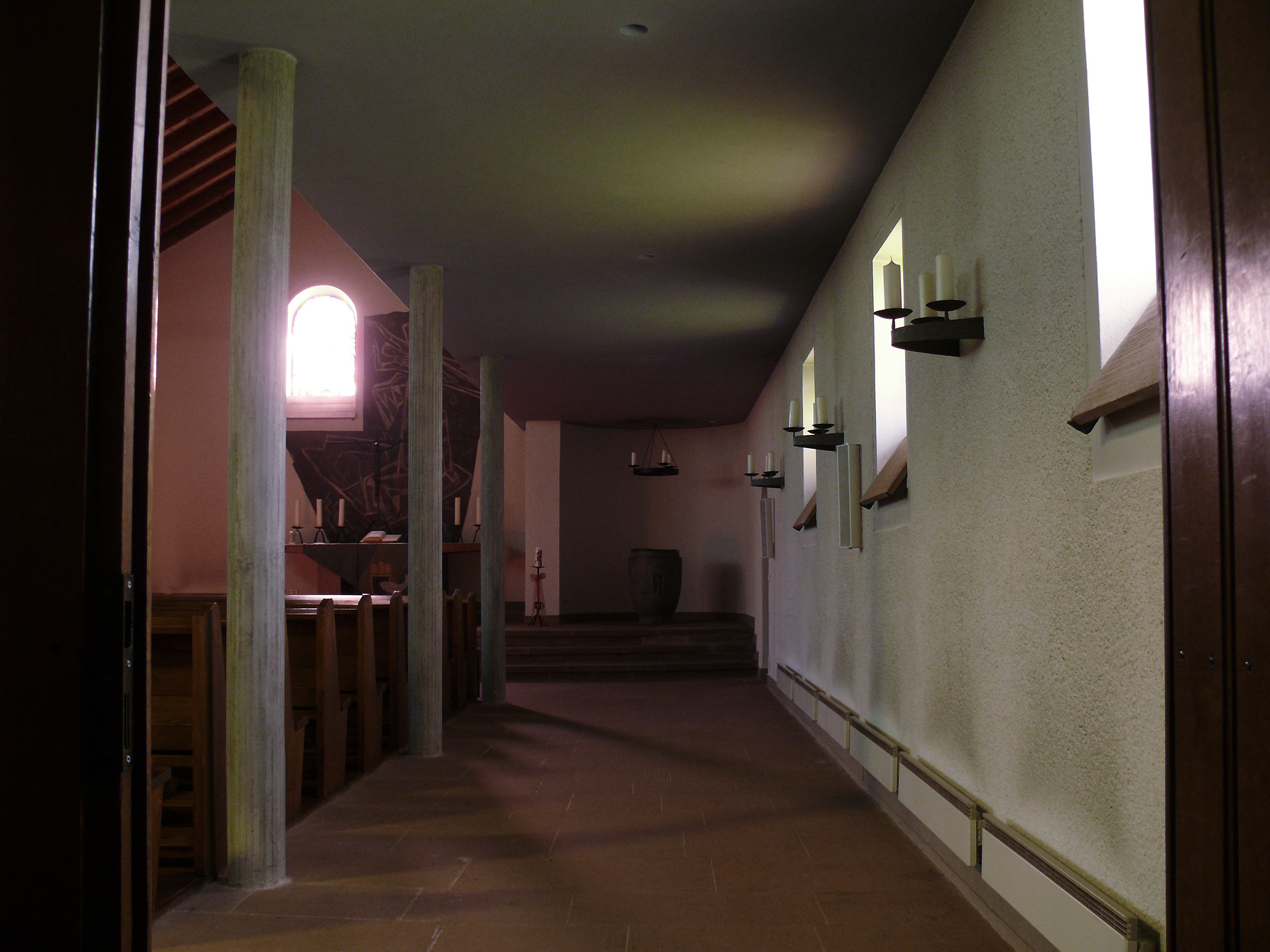
Blick vom Eingang in die Kirche
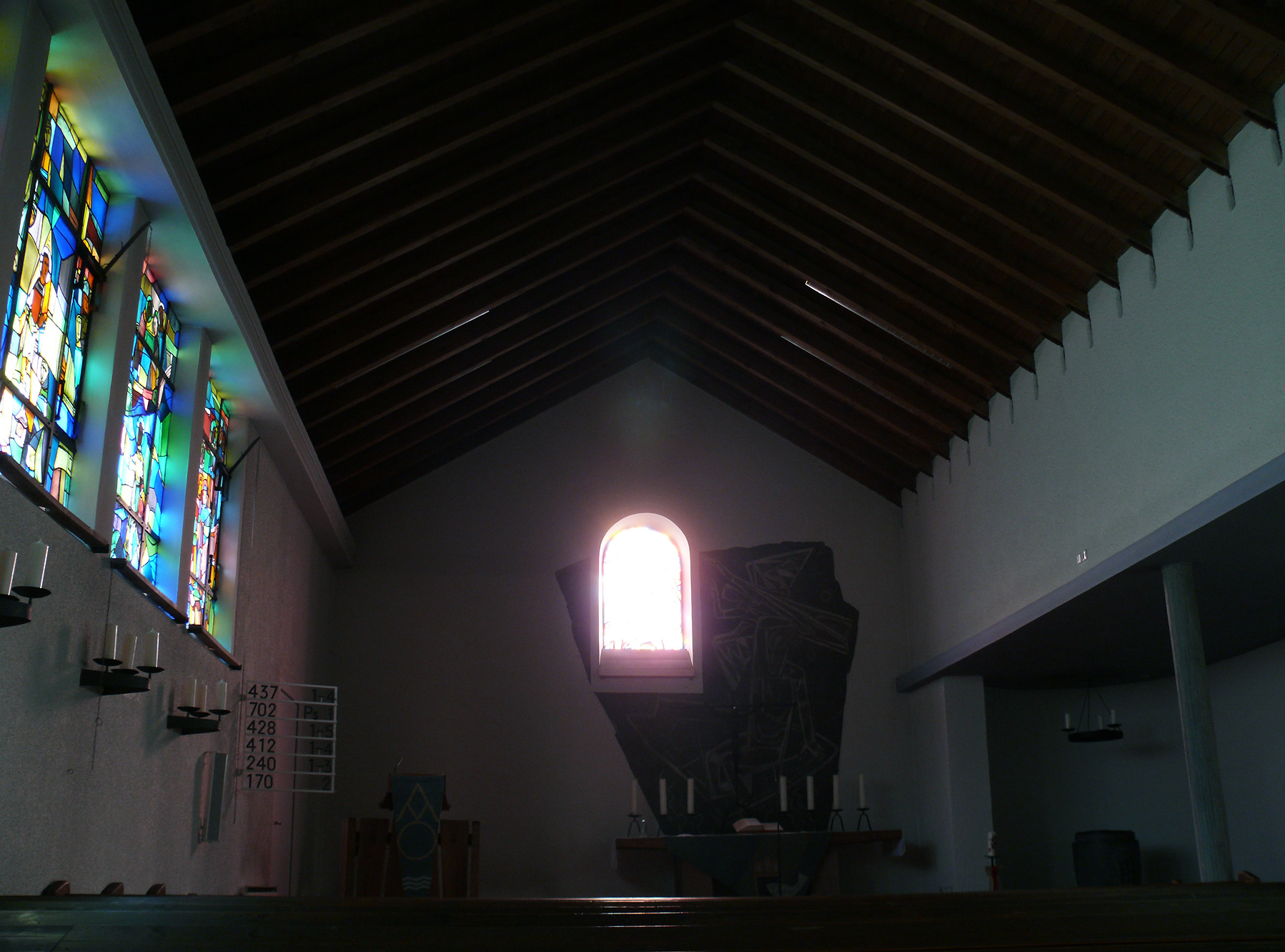
Blick vom Kirchenschiff zum Altar
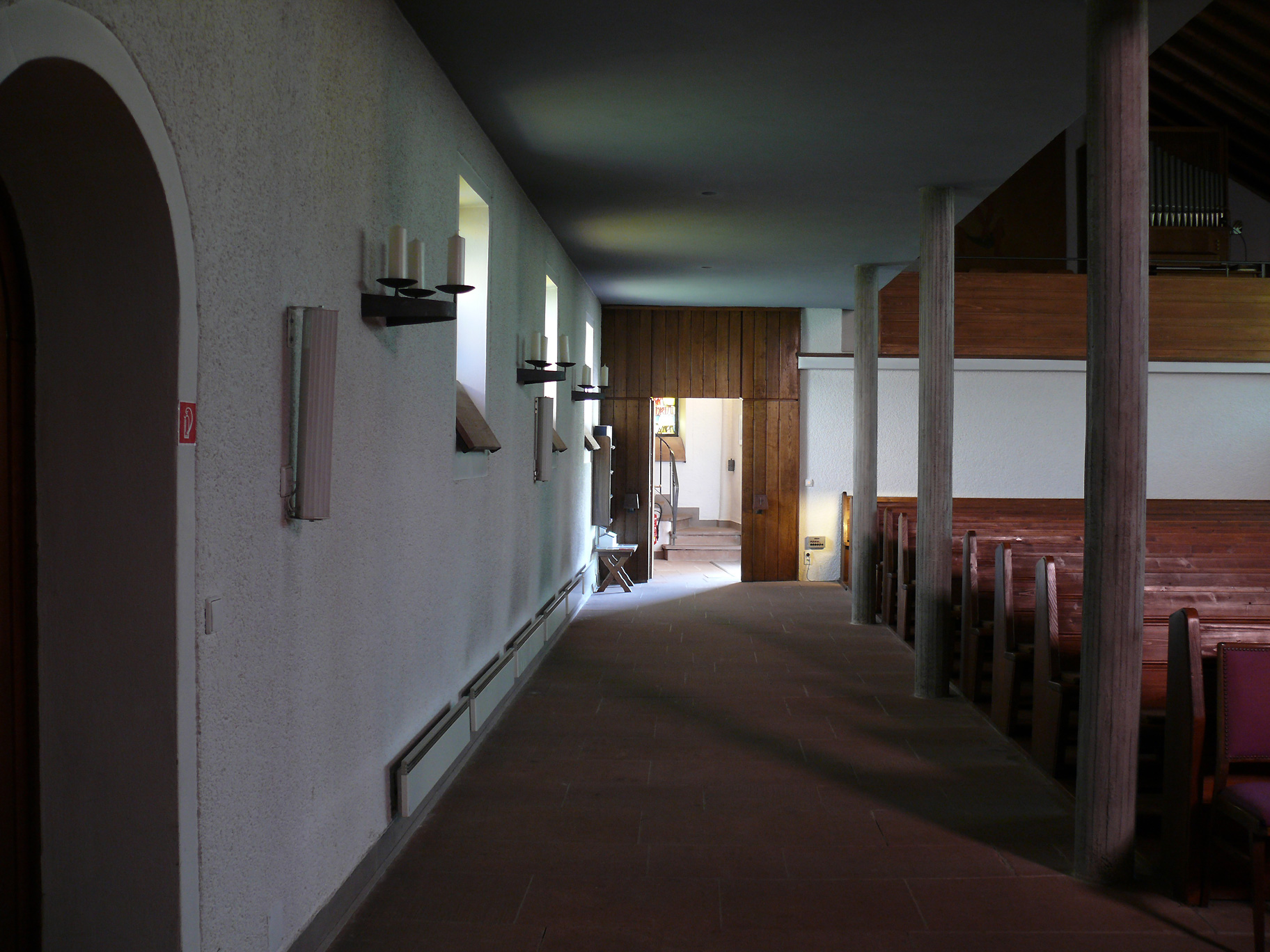
Blick vom Taufstein zurück zum Eingang
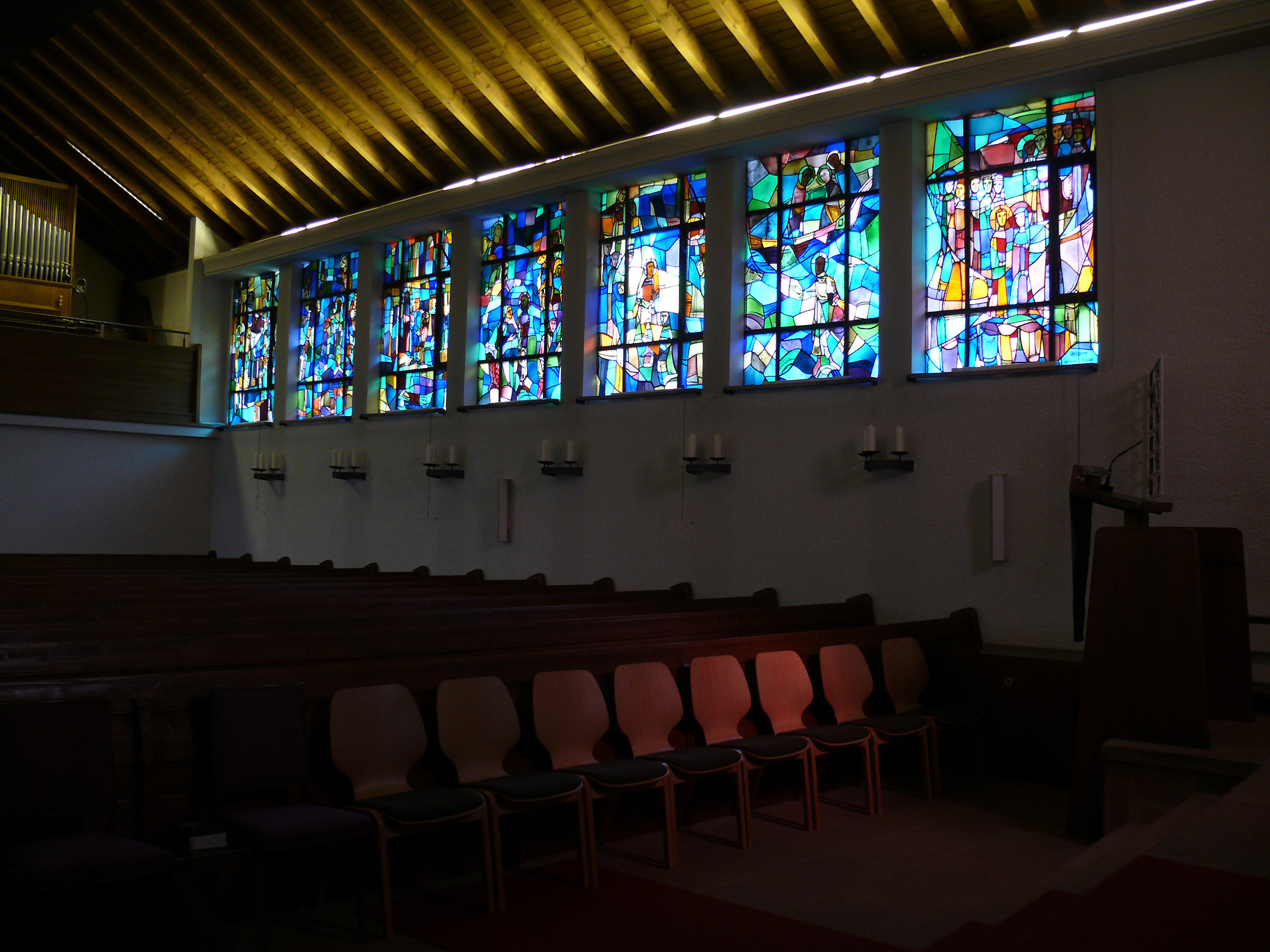
Blick vom Taufstein ins Kirchenschiff
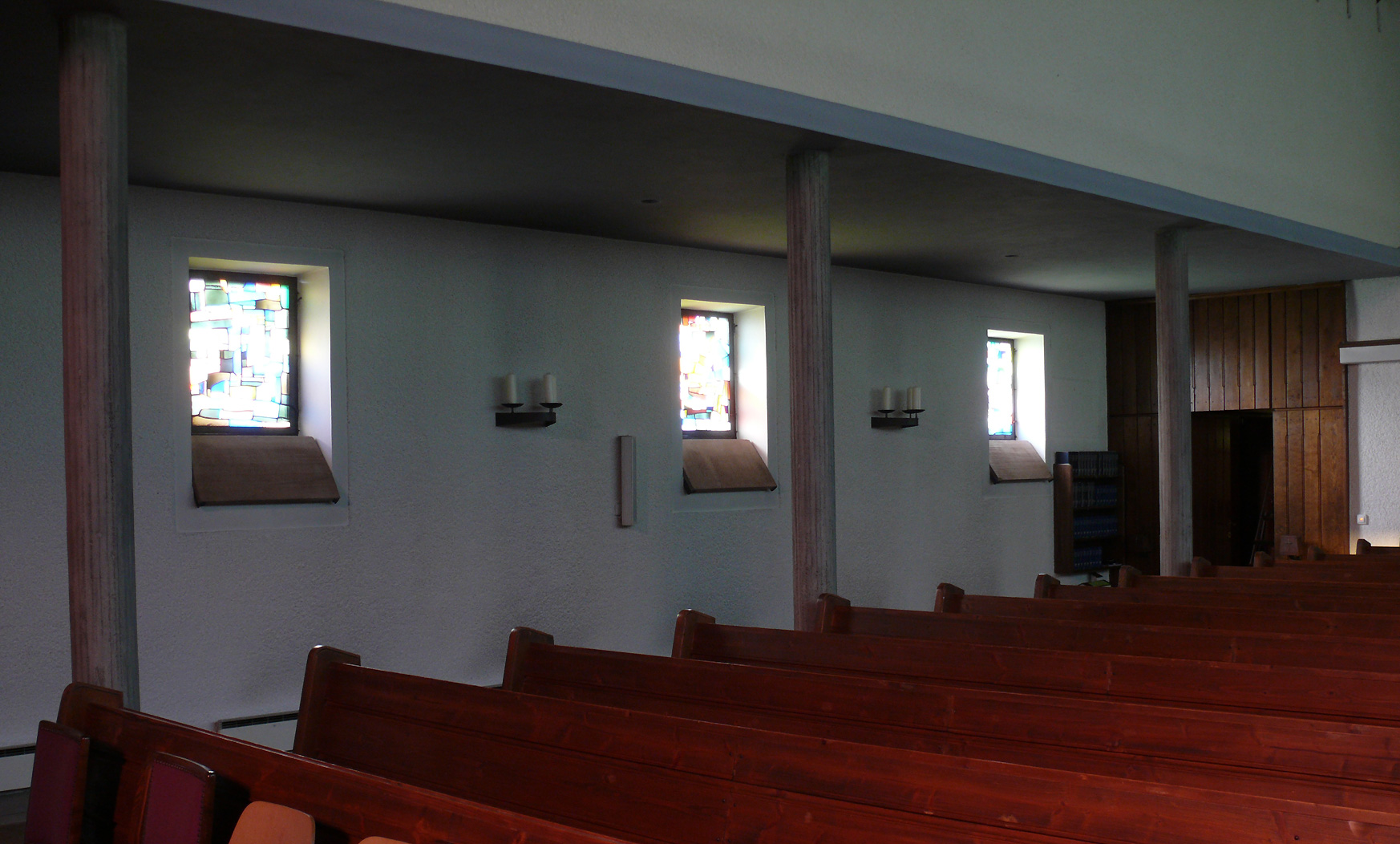
Die drei Fenster im Gang